# Państwowa Komunikacja Samochodowa

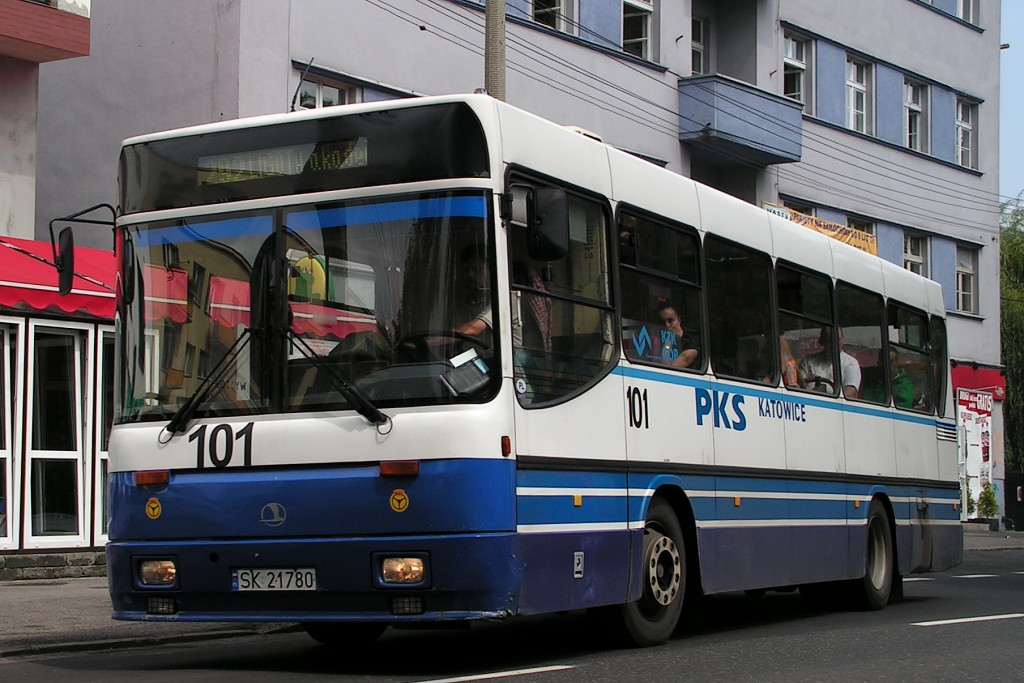
Autosan A1010M „Medium“ – PKS Katowice

Państwowa Komunikacja Samochodowa, kurz: PKS (deutsch: Staatlicher Automobilverkehr) war ein staatliches Kraftverkehrsunternehmen in der Volksrepublik Polen. Zwischen 1946 und 1990 betrieb die PKS mit ihren blau-weißen Fahrzeugen sowohl den gesamten Überlandbusverkehr als auch den überregionalen Güterkraftverkehr in Polen.

## Geschichte
Begründet wurde die PKS per Gesetz am 16. Januar 1946. Ab 1960 entstanden PKS-Kraftverkehrsbetriebe, die den jeweiligen Woiwodschaften unterstellt waren. 1990 wurden 176 eigenständigen Betrieben aus den einst staatlichen Unternehmen ausgegliedert, Teilbetriebe wurden privatisiert oder aufgelöst. 2011 gab es noch 147 Unternehmen, die nun den Namen Przedsiębiorstwo Komunikacji Samochodowej (Automobilverkehrsunternehmen) tragen.